# Ингрид Гомсторп
Ингрид Гомсторп (швед. Ingrid Gamstorp; Лунд 1924 — 26. децембар 2007) била је шведска педијатрица и неуролог, која ће остати у медицинској струци запамћена по самосталном открићу Гамсторпове болести (енгл. Gamstorp's disease) и Грундовог синдрома (енгл. Grund's syndrome) са коауторима.

## Живот и каријера
Рођена је у Лунду 1924. године у Шведској као кћи тадашњег градоначелника Пехра Гомсторпа и његове супруге Грете, рођене Алсен. Још у средњој школи, определила се за изучавање природних наука, па је након матуре 1942. године започела студије медицине на Универзитету у Лунду.
Као медицински радник једно време је била члан хуманитараца који су бринули о логорашима ослобођеним из Аушвица и логора Берген-Белсена.
Након Дргуог свестског рата једно време радила је у Санкт Ларсу као приправница у медицинској клиници у Хелсингборгу, и у дечјем одељењу у Кристианстаду под руководством Стена Актрупа. Након тога радила је као лекар и асистент главног лекара у дечијој клиници у Лунду као и код професора Стуре Аугуста Сивена (1897-1966), од 1954. до 1967. године.
Године 1956. одбранила је докторску тезу под називом „Адинамична хередитарна епизода" која јој је донла награду за најбољу дисертацију од стране Шведске медицинске асоцијације, а потом и место предавача на педијатрији.
Средином 1960-их провела је годину дана на усавршавању, на одељењу за дечју неурологију на Харвардском универзитету у Бостону. Са овог усавршавања вратила се као најобразованији неуролог у Шведској.
Након успешног периода рада проведеног на дужности главног лекара у дечијој клиничкој болници у Јонкопингу, 1972. године прешла је на дужност дечјег неуролога на Универзитету Упсала.
У 46 години почела је да побољева. Осећала је општи замор, малаксалост и парестезије претежно у левој руци. Током наредних година код ње су се развили озбиљни проблеми у одржавању равнотеже, потом губитак финог осећаја у обе руке, болови у мишићима и другим деловима тела, губитак телесне тежине и поремећај хода. Од болести, која је дијагностикована као Лајмска болест, дуго се лечила уз ограничене резултате. Како јој је болест онемогућавала нормалан рад, била је приморане да се раније пензионише.

## Дело
Њен научни рад остаће запамћен по две епонима у медицини која су названа по њој:
Гамсторпова болест
Ову наследну болест коју је описла Ингрид Гомсторп карактерише се појаом спонтаних парализа, посебно мишића екстремитета и трупа, који се јављају углавном код деце млађе од 10 година. Код већине пацијената, напади се јављају током одмора након напора, и трају највише 1 сат.
Клинички напади спонтаних парализа изазвани су метаболчичким поремећајима калијума угљених хидрата. Хиперкалемија без повећања излучивања калијума у мокраћи је константна особина болести. Менталне функције нису погођене. Болест која се јавља код оба пола, тежа је код мушкараца, у првој деценији ћивота. Насљеђивање болести је аутосомно доминантно
Грундов синдром
Заједно са Georg Grund и Karl Gunnar Vilhelm Wohlfart Ингрид Гомсторп је описала синдром, који се карактерише миотонијом, мишићим спазмом са финим трзјима (миокимијагубитком мишићнимх функција и генерализованом хиперхидрозом. Наслеђује се аутосомно доминантно.